# 全国労働衛生団体連合会
公益社団法人全国労働衛生団体連合会（ぜんこくろうどうえいせいだんたいれんごうかい）は、内閣府所管、元厚生労働省所管の公益法人。略称は全衛連。
労働者の健康管理に関する技術の改善や、労働衛生思想の普及、労働衛生団体の機能改善などを目的としている。技術面で調査研究や講習会を実施するほか、機関紙『労働衛生管理』などの発行も行う。また、毎年2月1日から1ヵ月間、「職場における健康診断促進運動」を実施している。

## 沿革
- 1969年10月 - 全国労働衛生検診機関連合会として創立。
- 1971年11月 - 社団法人化。それに伴って名称を現在のものに改める。

## 賛助会員
- あいおいニッセイ同和損害保険
- アボットジャパン
- アロカ
- 石川コンピュータ・センター
- 栄研化学
- エスアールエル
- NECネクサソリューションズ
- エミコン
- エム・シー・アンド・ピー
- エム・ピー・オー
- エルクコーポレーション
- オアシス
- オネスト
- オリンパス
- 岸本医科学研究所
- キヤノンマーケティングジャパン
- クリーンエンジンテクノ
- ケアストリームヘルス
- 京成自動車工業
- 健康管理推進協会
- コニカミノルタヘルスケア
- サニーヘルス
- 三協
- サンループ
- シスメックス
- シノテスト
- 新日本法規出版
- 生理科学研究所
- 積水メディカル
- 全国保健福祉情報システム開発協会
- ソフトバンクリブラ
- タック
- 中小企業国際人材育成事業団
- 東京特殊車体
- 東芝メディカルシステムズ
- トーメーコーポレーション
- トプコン
- ニチバン
- 日産フィナンシャルサービス
- 日本事務器
- ニデック
- 日本生命保険相互会社
- 日本ベーリンガーインゲルハイム
- 日本ライトサービス
- 日本労働安全衛生コンサルタント会
- バイオコミュニケーションズ
- ビー・エム・エル
- 日立メディコ
- フクダ電子
- 富士フイルムビジネスイノベーション
- 富士フイルムメディカル
- 伏見製薬
- ベストライフ･プロモーション
- 保健科学研究所
- 三菱化学メディエンス
- ミナト医科学
- 明治安田システム・テクノロジー
- リオン
- ルネサンス
- ワカミヤ商会